# Pier-André Côté
Pier André-Côté (Gaspé, 24 de abril de 1997) es un ciclista profesional canadiense que milita en las filas del conjunto Israel-Premier Tech.

## Palmarés
2017
- 3.º en el Campeonato de Canadá en Ruta

2018
- 2 etapas del Tour de Beauce

2019
- 3 etapas del Grand Prix Cycliste de Saguenay

2022
- Campeonato de Canadá en Ruta
- 3.º en el Campeonato de Canadá Contrarreloj
- Gran Premio Criquielion[1]

2023
- Campeonato Panamericano en Ruta [2]

2024
- Campeonato de Canadá Contrarreloj
- 2.º en el Campeonato de Canadá en Ruta

2025
- 3.º en el Campeonato de Canadá Contrarreloj

## Equipos
- Silber (2017-2018)
- Rally/HPH (2019-2023)
  - Rally Cycling (2019-2020)
  - Human Powered Health (2022-2023)
- Israel-Premier Tech Academy (2024)
- Israel-Premier Tech (2025-)